# Rozmiar koperty

## Międzynarodowe standardy rozmiarów
Norma międzynarodowa ISO 269 definiuje kilka standardów rozmiarów kopert. Wymiary kopert są dostosowane do normy formatów arkusza ISO 216.
| Format koperty | Rozmiar (mm) | Dostosowane do formatu arkusza |
| -------------- | ------------ | ------------------------------ |
| DL             | 110 × 220    | 1/3 A4                         |
| C7/C6          | 81 x 162     | 1/3 A5                         |
| C6             | 114 × 162    | A6                             |
| C6/C5          | 114 × 229    | 1/3 A4                         |
| C5             | 162 × 229    | A5                             |
| C4             | 229 × 324    | A4                             |
| C3             | 324 × 458    | A3                             |
| B6             | 125 × 176    | C6                             |
| B5             | 176 × 250    | C5                             |
| B4             | 250 × 353    | C4                             |
| E4             | 280 × 400    | B4                             |

Niemiecka norma DIN 678 definiuje podobną listę formatów kopert.
Norma ISO 269:1985 została wycofana w roku 2009, polska edycja PN-ISO 269:2000 obowiązywała do roku 2014.

## Rozmiary kopert w USA
W USA istnieje wiele różnych rozmiarów kopert. Trzeba pamiętać, że nazwy kopert w USA nie odnoszą się do formatu arkusza. Np. koperta oznaczona A2 ma zupełnie inny rozmiar niż arkusz A2 według normy formatu arkusza ISO 216.
Przykładowe rozmiary:
| Format | Rozmiar (cale) | Rozmiar (mm)  | Współczynnik |
| ------ | -------------- | ------------- | ------------ |
| A2     | 4 3/8 × 5 3/4  | 110.3 × 144.9 | 131%         |
| A6     | 4 3/4 × 6 1/2  | 119.7 × 163.8 | 137%         |
| A7     | 5 1/4 × 7 1/4  | 132.3 × 182.7 | 138%         |
| No. 8  | 3 5/8 × 6 1/2  | 92.1 × 165.1  | 179%         |
| No. 9  | 3 7/8 × 8 7/8  | 98.5 × 225.5  | 229%         |
| No. 10 | 4 1/8 × 9 1/2  | 104.0 × 239.4 | 230%         |